# Église de la Sainte-Trinité de Vaasa
L'église de la Sainte Trinité (finnois : Pyhän kolminaisuuden kirko) ou église de Vaasa (finnois : Vaasan kirkko) est une église luthérienne située dans le quartier du centre de Vaasa en Finlande.

## Architecture
L'église conçue par le professeur Carl Axel Setterberg est construite en 1862 dans l'îlot délimité par les rues Hovioikeudenpuistikko, Vaasanpuistikko, Lyseonkatu et Raastuvankatu.
L'édifice est représentatif du style gothique anglais.
La nef offre 900 sièges et la crypte 130 places.
L'église a trois retables : l’adoration des bergers d'Albert Edelfelt, La Cène de Robert Wilhelm Ekman, ainsi que l'enterrement du Christ de Louis Sparre.
L'église dispose d'une orgue à 45 jeux fabriqué en 1975 par la fabrique d'orgues Marcussen & Søn.

## Galerie

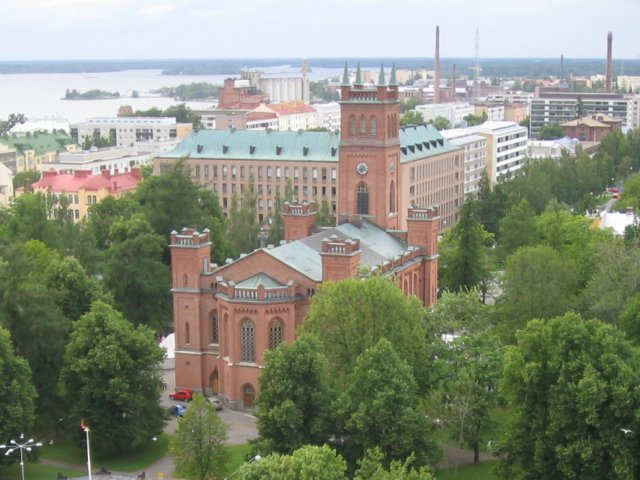
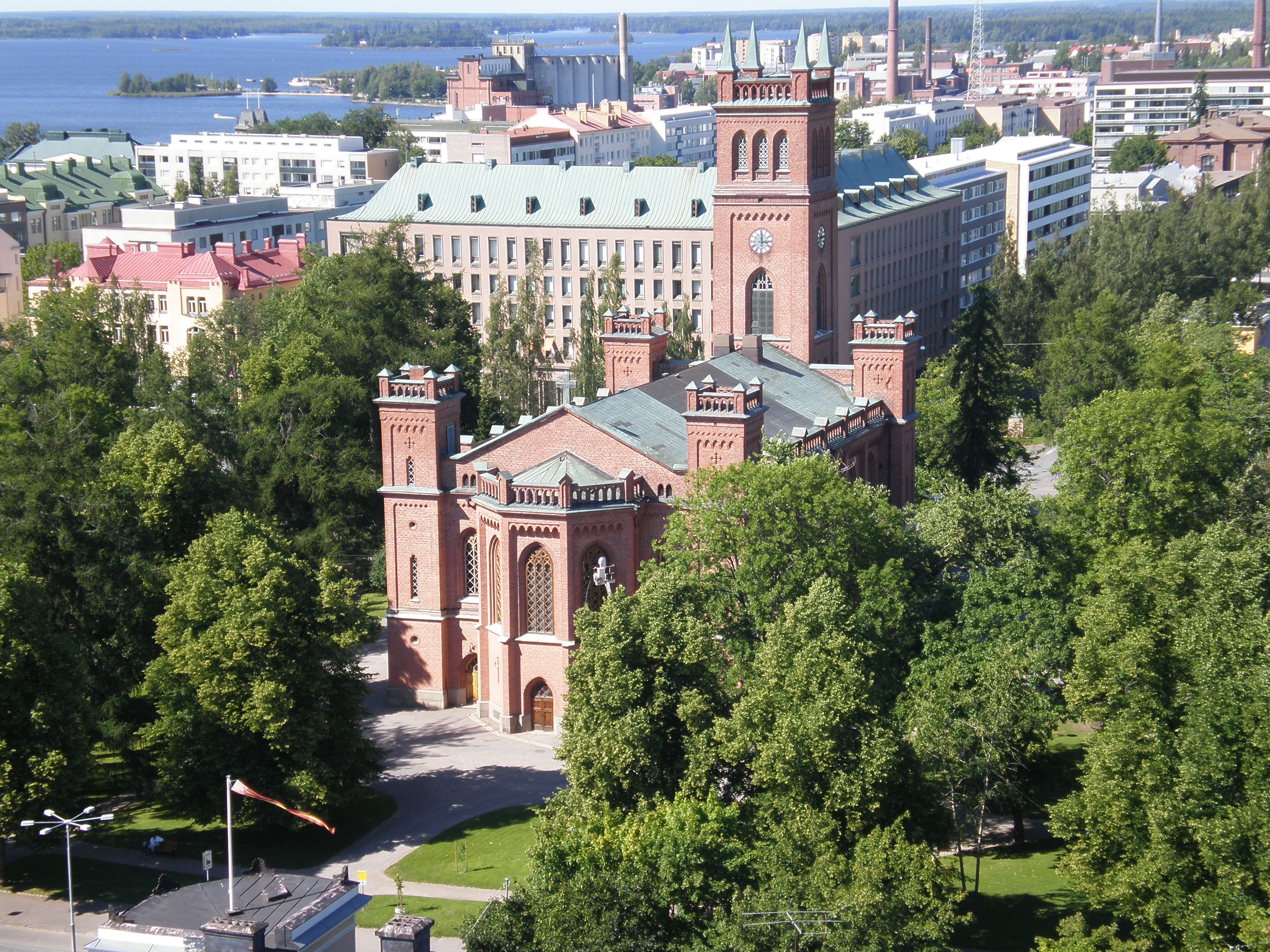
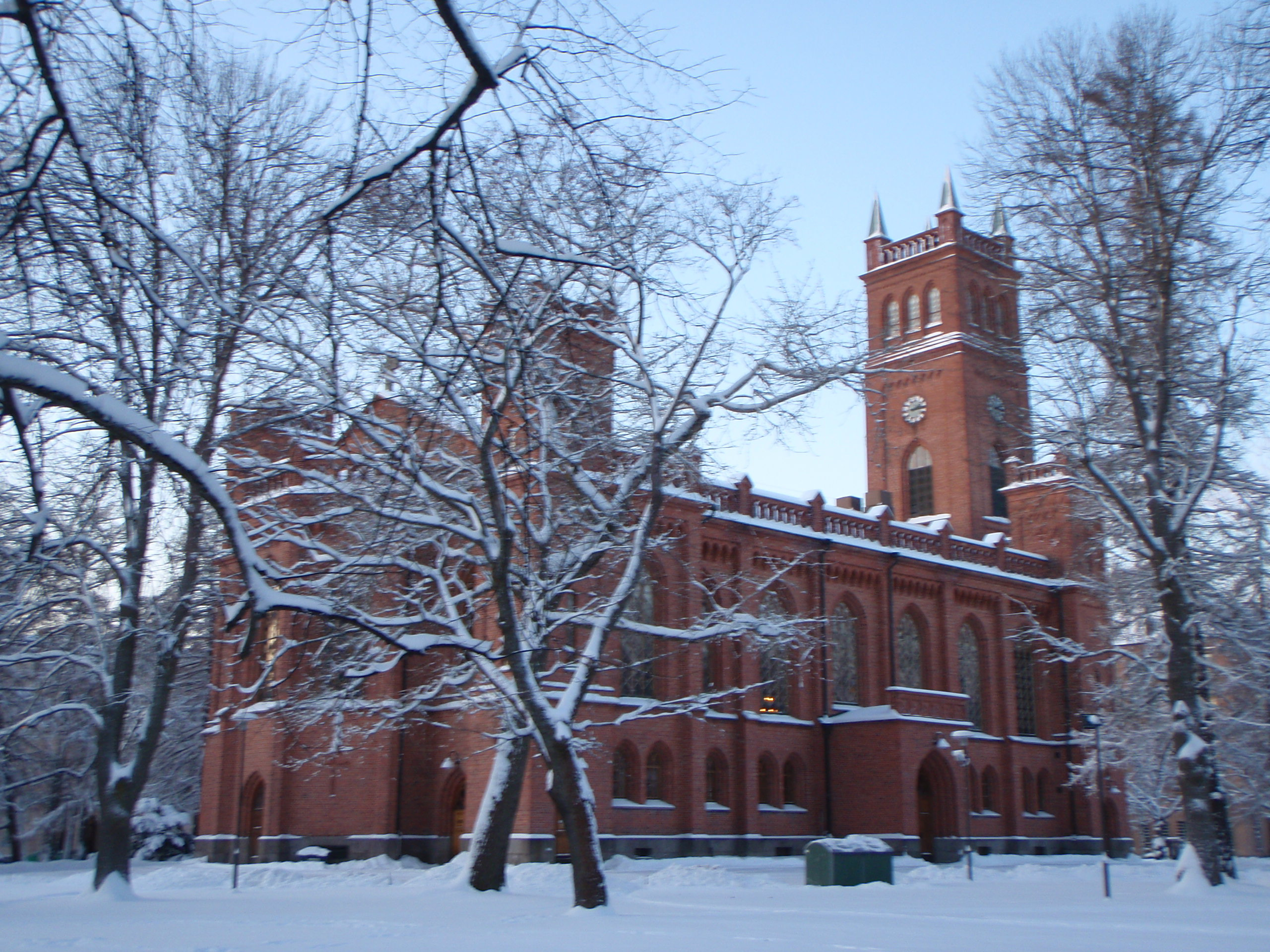
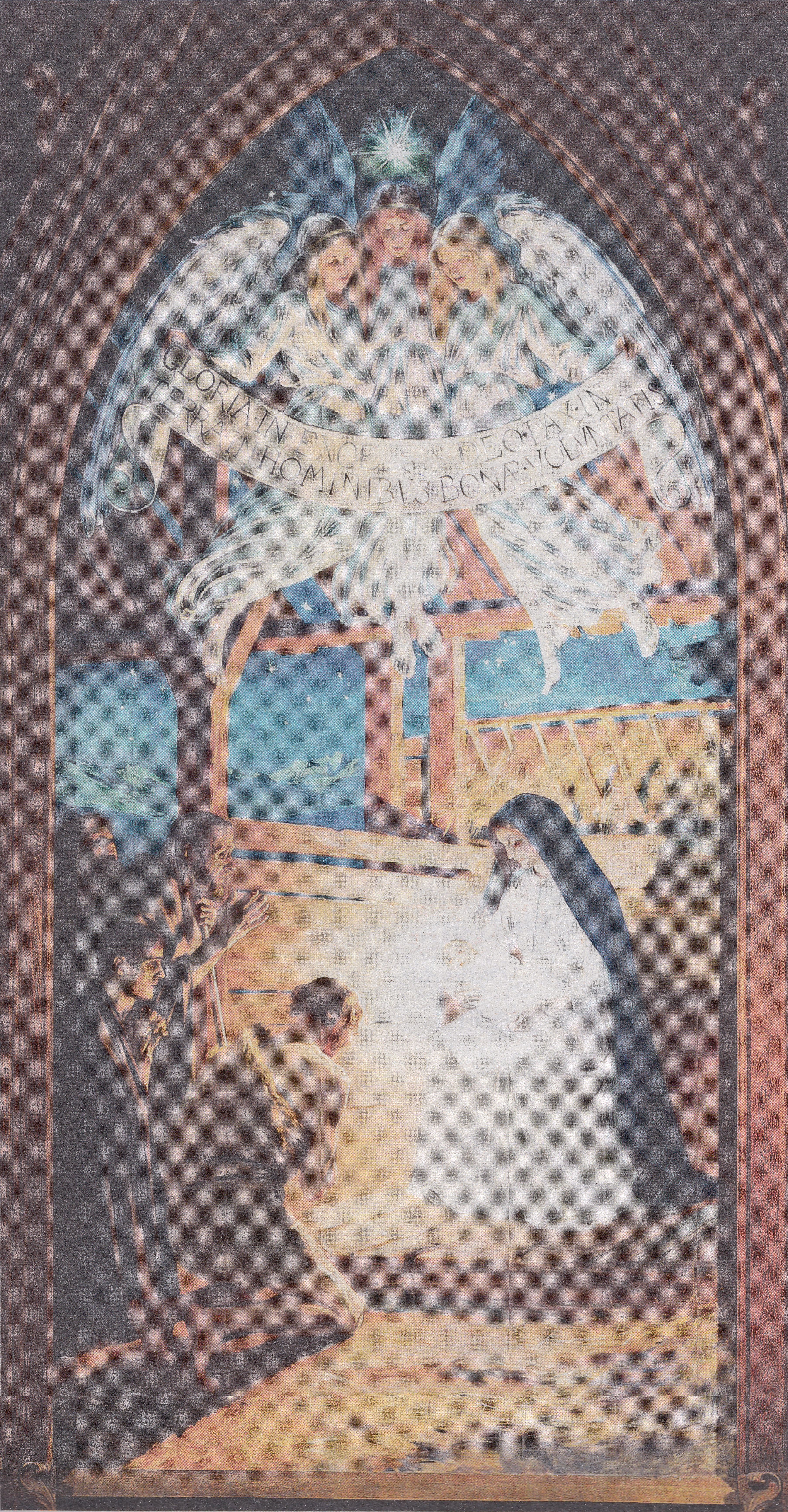
L’adoration des bergers peint par Albert Edelfelt
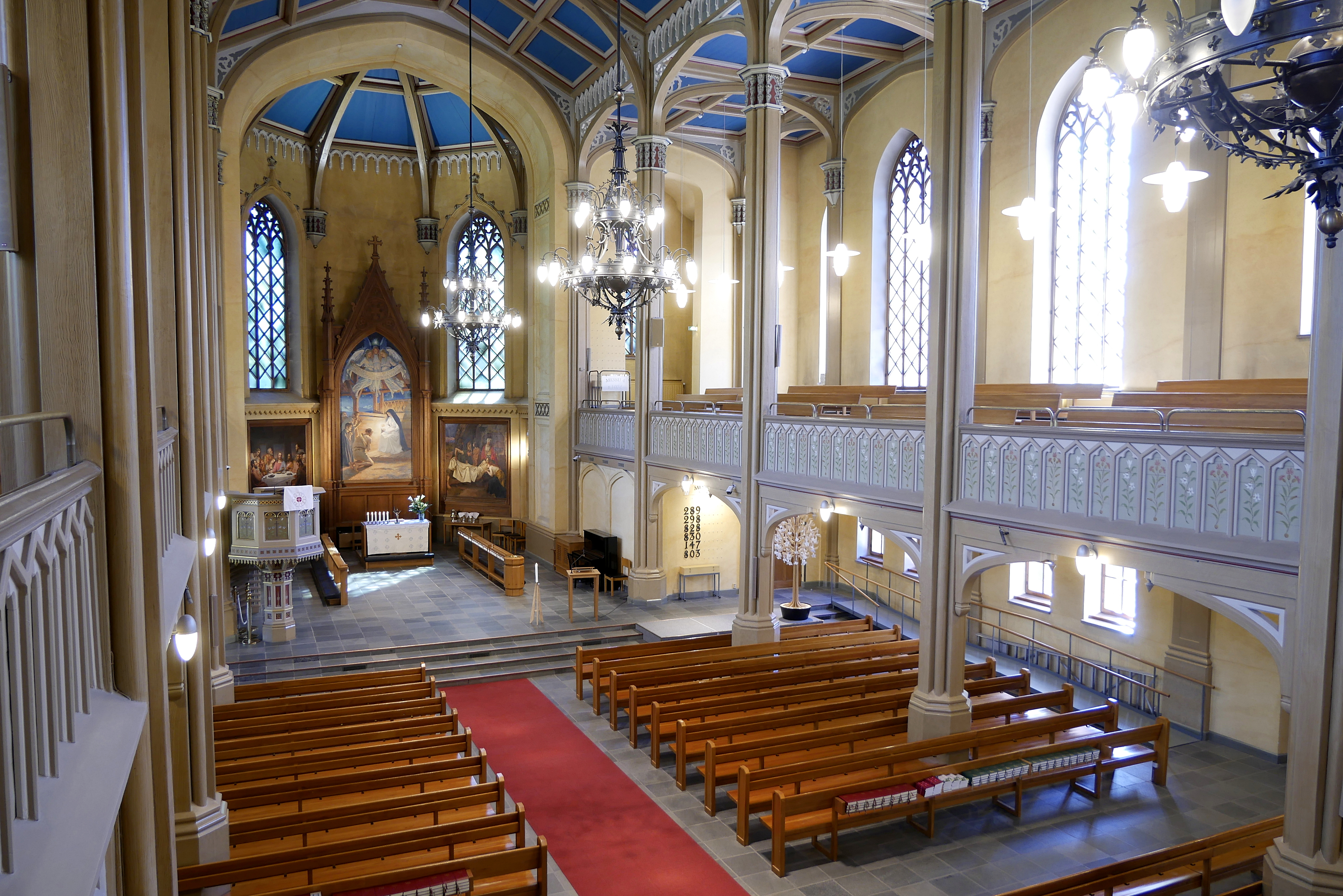